# روبن سوارز
روبن سوارز (انگلیسی: Rubén Suárez؛ زادهٔ ۱۹ فوریهٔ ۱۹۷۹) بازیکن فوتبال اهل اسپانیا است.
از باشگاه‌هایی که در آن بازی کرده‌است می‌توان به باشگاه فوتبال بیجینگ رن، باشگاه فوتبال لوانته، باشگاه فوتبال آلمریا، باشگاه فوتبال الچه، و باشگاه فوتبال اسپورتینگ خیخون اشاره کرد.
وی همچنین در تیم‌های ملی فوتبال زیر ۱۸ سال اسپانیا، زیر ۲۰ سال اسپانیا، و زیر ۲۱ سال اسپانیا بازی کرده‌است.